# Термический крекинг
Термический крекинг — высокотемпературная переработка (нагревание без доступа воздуха) углеводородов с целью получения, как правило, продуктов с меньшей молекулярной массой. Термический крекинг нефтяных фракций проводится при температуре 500—540°С и давлении 2-5 МПа для получения компонентов топлив и сырья для химической и нефтехимической промышленности.
Наряду с расщеплением тяжелых углеводородов при термическом крекинге протекают процессы полимеризации и конденсации, продуктами которых являются полициклические и полиароматические соединения. При термическом крекинге образуются также отсутствующие в природной нефти непредельные углеводороды, обладающие сравнительно невысокой химической стабильностью. Эти два фактора являются основными недостатками термического крекинга и причиной того, что этот процесс заменяется другими, более прогрессивными методами нефтепереработки, в частности каталитическим крекингом.
Первые научные исследования высокотемпературных превращений нефти принадлежат отечественному инженеру-химику А. А.  Летнему, который впервые обнаружил, что при температуре выше 300°С тяжелые нефтяные остатки частично разлагаются на более легкие продукты — бензин, керосин, газы («Сухая перегонка битуминозных ископаемых», 1875). Это открытие легло в основу разработки крекинг-процесса.
Первая в мире промышленная установка непрерывного термического крекинга была создана и запатентована русским инженером В. Г. Шуховым в 1891 году.

## Классификация
Термический крекинг подразделяют на три основных вида:
- термический крекинг жидкого нефтяного сырья под высоким давлением;
- термический крекинг жидких нефтяных остатков при низком давлении (коксование, деструктивная перегонка);
- пиролиз жидкого и газообразного нефтяного сырья.
- Если крекинг-процесс осуществляется при давлении 2–5 МПа и температуре +470…540 °С, он называется жидкофазным крекингом, а при давлении 0,2 – 0,6 МПа и температуре 550 °С и выше – парофазным. Например, если при 400 °С для получения 30% бензина из мазута необходимо около 12 ч, то при нагреве до +500 °С время процесса составляет всего лишь 30 мин.

## Физико-химические основы процесса
Как правило, термический крекинг протекает по радикально-цепному механизму с разрывом связей С—С в молекулах парафиновых, нафтеновых, алкилароматических и высококипящих непредельных углеводородов нефтяного сырья и связи С—H в низкомолекулярных парафиновых и других углеводородах. Параллельно с разрывом связей протекают реакции полимеризации и конденсации, приводящие к образованию высококипящего смолисто-асфальтенового крекинг-остатка и кокса. 
Основными факторами крекинга являются термоустойчивость сырья, температура, давление, продолжительность процесса, а также теплоты реакций и коксообразование.